# Janusz Gniatkowski
Janusz Gniatkowski (Leopoli, 6 giugno 1928 – Poraj, 24 luglio 2011) è stato un cantante polacco di musica leggera.
Si stabilisce in patria dopo che la sua città natale, al termine della seconda guerra mondiale, passa sotto la giurisdizione ucraina.
Melodico e romantico ma anche ironico e leggero, inizia a esibirsi intorno al 1950 e un ampio successo lo accompagna negli anni successivi in patria e nei paesi dell'area sovietica. Soprannominato il 'Bing Crosby' polacco è noto anche tra i connazionali emigrati in occidente e, soprattutto dopo il 1989, effettua per loro spettacoli in Australia, in Canada e negli Stati Uniti d'America.
Un festival canoro intitolato al suo nome si svolge ogni anno in Polonia, presso la cittadina di Poraj.
Nel corso della sua carriera, Gniatkowski ha registrato, nella propria lingua, diversi brani di autori italiani, tra i quali Arrivederci Roma, Il mondo, Nel blu dipinto di blu.